# Interscope Geffen A&M
Interscope Geffen A&M — американская группа лейблов звукозаписи, принадлежащая Universal Music Group. Компания была создана в 1999 году, когда Geffen Records, A&M Records и Interscope Records образовали основную тройку UMG. Interscope-Geffen-A&M выступает дистрибьютором всех трёх указанных лейблов, но только на территории Соединённых Штатов Америки. За пределами США дистрибьюторской деятельностью занимается Polydor Records.
Interscope-Geffen-A&M владеет такими звукозаписывающими студиями, как Aftermath Entertainment, Cherrytree Records, Delicious Vinyl, Fontana Records, Mosley Music Group, A&M/Octone Records, will.i.am music group, а также каталогами звукозаписи MCA Records, DreamWorks Records, ABC Records (в том числе Dunhill Records, Song Bird Records, Peacock Records, Duke Records, Back Beat Records и Hickory Records), Famous Music Group (Dot Records и Paramount Records). Компания распространяет релизы в Великобритании через представительство Polydor Records (c 1998 года), в США и Канаде (чаще всего в рамках лейбла A&M Records, реже — через Geffen), Polydor Records распространяет продукцию Interscope-Geffen-A&M на международном уровне.
Среди знаменитостей, которые записывались на лейблах Interscope-Geffen-A&M, такие группы и исполнители, как Dr. Dre, 50 Cent, G-Unit, Eminem, The Game, Simple Plan, Lady Gaga, Bryan Adams, AFI, The All-American Rejects, Black Eyed Peas, Mary J. Blige, Teairra Mari, Keyshia Cole, Sheryl Crow, Fergie (участница Black Eyed Peas), Flyleaf, t.A.T.u., Нелли Фуртадо, Guns N' Roses, Enrique Iglesias, Charles Hamilton, Mims, Marilyn Manson, Maroon 5, Weezer, Pussycat Dolls, Ashlee Simpson, No Doubt, Gwen Stefani, Timbaland, Rob Zombie, Sting, New Kids On The Block, Limp Bizkit, Girlicious и Angels and Airwaves.